# Comuna Lalovo, Muncaci
Lalovo (în ucraineană Лалово) este o comună în raionul Muncaci, regiunea Transcarpatia, Ucraina, formată din satele Berezînka și Lalovo (reședința).

## Demografie
Componența lingvistică a comunei Lalovo
     Ucraineană (97,17%)
     Rusă (1,38%)
     Alte limbi (1,19%)
Conform recensământului din 2001, majoritatea populației comunei Lalovo era vorbitoare de ucraineană (97,17%), existând în minoritate și vorbitori de rusă (1,38%).